# Edmund Bräter
 Edmund Bräter (* 6. März 1855 in Dresden; † 11. März 1925 in Langebrück) war ein deutscher Architekt und Baubeamter.

## Leben
Bräter studierte nach dem Besuch der Dresdner Annenschule am Polytechnikum Dresden Architektur und Bauwissenschaft. Er schloss sein Studium 1880 mit der Staatsprüfung ab. Bräter trat in das Landbauamt Dresden ein und wurde 1891 Landbauinspektor und Stadtbaurat in Dresden. Zum Zeitpunkt seiner Pensionierung 1910 war er Oberbaurat.
Er erbaute von 1894 bis 1896 den Städtischen Ausstellungspalast in Dresden. Die Neustädter Markthalle in Dresden errichtete er im Jahre 1899. Von 1898 bis 1901 entstand das Stadtkrankenhaus Johannstadt in Dresden. Im Jahr 1905 erbaute er das Güntzbad am Elbberg in Dresden und schließlich von 1905 bis 1910 zusammen mit Karl Roth das Neue Dresdner Rathaus.

## Bauten
- 1888: Amtsgericht Neusalza, heute Rathaus der Stadt Neusalza-Spremberg und Sitz der gleichnamigen Verwaltungsgemeinschaft im Landkreis Görlitz

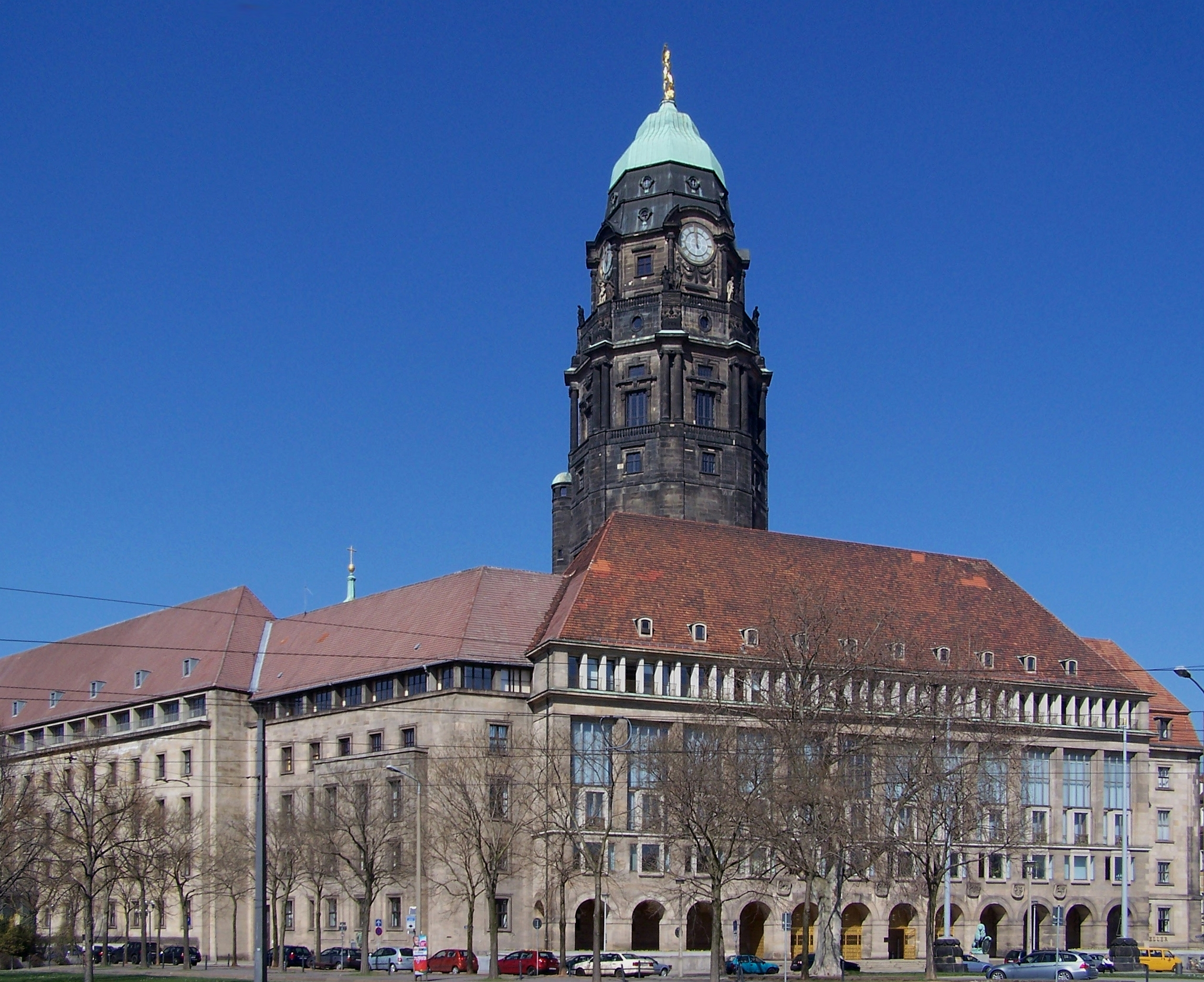
Das Neue Rathaus in Dresden

- 1893: Ermelhaus des Stadtkrankenhauses Dresden in Oberlößnitz, heute Radebeul, Augustusweg 112/112a (für die „wohlgemeinte Stiftung“ von Friedrich Christian Ermel)[2]
- 1893–1895: 1. Realschule, Dresden-Johannstadt[3]
- 1894–1896: Städtischer Ausstellungspalast, Dresden
- 1898–1901: Stadtkrankenhaus Johannstadt mit Anstaltskirche, Dresden
- 1899: Neustädter Markthalle, Dresden
- 1905: Güntzbad, Dresden
- 1905–1910: Neues Rathaus, Dresden